# گروه رسانه‌ای اسپای‌گلس
گروه رسانه‌ای اسپای‌گلس (به انگلیسی: Spyglass Media Group)، یک شرکت تولید فیلم آمریکاییِ است که توسط گری باربر و راجر بیرنبائوم در سال ۱۹۹۸ میلادی بنیان نهاده‌شد.

## تاریخچه

### اسپای‌گلس اینترتیمنت
در اوت سال ۱۹۹۸، گری باربر، نایب رئیس سابق و مدیر ارشد شرکت مورگان کریک انترتینمنت، به همراه راجر برنبام، بنیانگذار و رئیس سابق کاروان پیکچرز، اسپای‌گلس اینترتیمنت را تأسیس کردند. این شرکتِ استارتاپی، توافقنامه توزیع پنج ساله‌ای را با دیزنی امضا کرد که درنهایت دیزنی، سهام آن را به دست آورد. برنیام پیش از این بنا به درخواست جو روث، رئیس وقت استودیوی دیزنی، کاروان را ترک کرد. با کاهش تولید سالانه دیزنی، روث توصیه کرد که یک شرکت تولیدی تأمین مالی مشابه نیو ریجنسی پروداکشنز برای خود ایجاد کند. پس از انتشار سه فیلم بعذی، کاروان پیکچرز غیرفعال شد. پایه‌های اسپای‌گلس در استودیوی والت دیزنی شکل گرفت و مستقر شد. در اکتبر ۱۹۹۸، گروه‌های رسانه ای اروپا گروه کریچ و مدیاست برای بیش از ۵ سال در پخش تئاتر، ویدئو و تلویزیون بین ۱۵ تا ۲۵ فیلم در آلمان، ایتالیا، اسپانیا، لهستان و اتحاد جماهیر شوروی سابق سرمایه‌گذاری کردند. سرانجام در ۱۹۹۹ فیلم سینمایی به نام حس ششم به کارگردانی ام. نایت شیامالان، اولین فیلم اسپایگلاس بود که با جمع‌آوری ۶۶۱ میلیون دلار در گیشه‌های سراسر جهان اکران شد.
در سال ۲۰۰۲، اسپای‌گلس اینترتیمنت یک بخش تلویزیونی را راه اندازی کرد که بر روی فیلم‌هایی با صفحه‌های کوچک فعالیت می‌کرد. سریال معجزه یکی از پروژه‌های برنامه‌ریزی شده بود که توسط اسپای‌گلس برای بخش تلویزیونی خود پشتیبانی می‌شد.
در همین سال اسپای‌گلس سعی کرد با شرکت اینترمدیا ادغام شود اما موفق نشد.
در دسامبر ۲۰۰۳، اسپای‌گلس قرارداد خود را با دیزنی خاتمه داد و توافق کرد که با دریم‌ورکس قرارداد چهار ساله ای را داشته باشد. اما این موضوع هرگز نهایی نشد؛ بنابراین در سپتامبر ۲۰۰۳، اسپای‌گلس در عوض قرارداد مشابهی را با سونی پیکچرز بست و به مرداک پلازای شهر وست‌وود نقل مکان کرد.
تا سال ٬۲۰۱۰ اسپای‌گلس توسط مدیریت سرمایه سربروس خریداری شد.
در ۲۰ دسامبر ۲۰۱۰، گری باربر و راجر بیرنبام به عنوان رئیس و مدیرعامل شرکت هلدینگ مترو گلدوین مایر، که در آن زمان اخیراً از ورشکستگی خارج شده بود، انتخاب شدند. در طرح اصلی، فیلم‌های اسپای‌گلس، قرار بود به کتابخانه فیلم‌های مترو گلدوین مایر اضافه شود، اما بعداً از برنامه حذف شد.

### گروه رسانه‌ای اسپای‌گلس
در تاریخ ۱۳ مارس ۲۰۱۹، گری باربر، بنیان‌گذار شرکت و لنترن انترتینمنت این شرکت را به عنوان گروه رسانه ای اسپای‌گلس احیا کردند و شرکت‌های ایگل پیکچرز و سینه‌ورلد را به عنوان سرمایه‌گذار معرفی کردند. لانترن بیشترین سرمایه‌گذاری را انجام داد و همچنین کتابخانه فیلم‌های میرامکس را به اسپای‌گلس منتقل کرد.
در اول آوریل ۲۰۱۹، لورن ویتنی، رئیس تلویزیون میرامکس، همین سمت را در اسپای‌گلس بر عهده گرفت. به دنیال گری باربر، دیمین مارین از مترو گلدوین مایر خارج شد و به مقام رئیس بخش توزیع و خریدهای جهانی منصوب شد.
در آوریل سال ۲۰۱۹، برادران وارنر بخشی از سهام اسپای‌گلس را خریداری کرد و به جمع سهامداران اسپای‌گلس اضافه شد.
در ژوئیه ۲۰۲۱، لاینزگیت بیشتر کتابخانه فیلم واینستین کمپانی را که تا آن زمان متعلق به اسپای‌گلس بود را، خریداری کرد.

## فیلم‌شناسی

### دهه ۱۹۹۰
| عنوان  | تاریخ انتشار  | توزیع کننده        | توضیحات                          |
| ------ | ------------- | ------------------ | -------------------------------- |
| غریزه  | ۴ ژوئن ۱۹۹۹   | بوئنا ویستا پیکچرز | محصول مشترک با تاچ‌استون پیکچرز   |
| حس ششم | ۶ اوت ۱۹۹۹    | بوئنا ویستا پیکچرز | محصول مشترک با ام. نایت شیامالان |
| نفوذی  | ۵ نوامبر ۱۹۹۹ | بوئنا ویستا پیکچرز | محصول مشترک با تاچ‌استون پیکچرز   |

### دههٔ ۲۰۰۰
| عنوان                          | تاریخ انتشار    | توزیع کننده          | توضیحات |
| ------------------------------ | --------------- | -------------------- | --- |
| مأموریت به مریخ                | ۱۰ مارس ۲۰۰۰    | بوئنا ویستا پیکچرز   | محصول مشترک با تاچ‌استون پیکچرز                                                                                         |
| حفظ ایمان                      | ۱۴ آوریل ۲۰۰۰   | بوئنا ویستا پیکچرز   | محصول مشترک با تاچ‌استون پیکچرز با همکاری با گری باربر و راجر برنبام                                                    |
| ظهر شانگهای                    | ۲۶ مه ۲۰۰۰      | بوئنا ویستا پیکچرز   | محصول مشترک با تاچ‌استون پیکچرز با همکاری با گری باربر و راجر برنبام و جکی چان                                          |
| سرد است                        | ۲۱ نوامبر ۲۰۰۱  | بوئنا ویستا پیکچرز   | محصول مشترک با تاچ‌استون پیکچرز با همکاری با گری باربر و راجر برنبام و شرکت دونرها                                      |
| کنت مونت کریستو                | ۲۵ ژانویه ۲۰۰۲  | بوئنا ویستا پیکچرز   | محصول مشترک با تاچ‌استون پیکچرز با همکاری با گری باربر و راجر برنبام                                                    |
| سنجاقک                         | ۲۲ فوریه ۲۰۰۲   | یونیورسال پیکچرز     | توزیع بین‌المللی از طریق بوئنا ویستا پیکچرز                                                                             |
| سلطنت آتش                      | ۱۲ ژوئیه ۲۰۰۲   | بوئنا ویستا پیکچرز   | محصول مشترک با تاچ‌استون پیکچرز با همکاری با گری باربر و راجر برنبام                                                    |
| رهاندن                         | ۱۸ اکتبر ۲۰۰۲   | پارمونت پیکچرز       | توزیع بین‌المللی از طریق بوئنا ویستا پیکچرز                                                                             |
| تازه‌کار                        | ۳۱ ژانویه ۲۰۰۳  | بوئنا ویستا پیکچرز   | محصول مشترک با تاچ‌استون پیکچرز با همکاری با گری باربر و راجر برنبام                                                    |
| شوالیه‌های شانگهای              | ۷ فوریه ۲۰۰۳    | بوئنا ویستا پیکچرز   | محصول مشترک با تاچ‌استون پیکچرز با همکاری با گری باربر و راجر برنبام                                                    |
| بروس قادر مطلق                 | ۲۳ مه ۲۰۰۳      | یونیورسال پیکچرز     | مجصول مشترک با پیت بال پروداکشنز                                                                                       |
| سیبیسکوت                       | ۷ ژوئیه ۲۰۰۳    | یونیورسال پیکچرز     | محصول مشترک با شرکت کندی/مارشال، دریم ورکس پیکچرز و گری راس                                                            |
| بالاترین نمره                  | ۳۰ ژانویه ۲۰۰۴  | پارامونت پیکچرز      | محصول مشترک با ام‌تی‌وی فیلمز، تولیدات تولین / رابینز و راجر برنبام                                                      |
| کانی و کارلا                   | ۱۶ آوریل ۲۰۰۴   | یونیورسال پیکچرز     | محصول مشترک با تاچ‌استون پیکچرز با همکاری با گری باربر و راجر برنبام                                                    |
| آقای ۳۰۰۰                      | ۱۷ سپتامبر ۲۰۰۴ | بوئنا ویستا پیکچرز   | محصول مشترک با تاچ‌استون پیکچرز با همکاری با گری باربر، راجر برنبام و شرکت کندی مارشال                                  |
| پستونک                         | ۴ مارس ۲۰۰۵     | بوئنا ویستا پیکچرز   | محصول مشترک با تاچ‌استون پیکچرز با همکاری با گری باربر و راجر برنبام                                                    |
| راهنمای مسافران مجانی کهکشان   | ۲۹ آوریل ۲۰۰۵   | بوئنا ویستا پیکچرز   | محصول مشترک با تاچ‌استون پیکچرز با همکاری با گری باربر و راجر برنبام                                                    |
| افسانه زورو                    | ۲۸ اکتبر ۲۰۰۵   | سونی پیکچرز ریلیزینگ | محصول مشترک با سونی، کلمبیا پیکچرز و امبلین انترتینمنت                                                                 |
| خاطرات یک گیشا                 | ۹ دسامبر ۲۰۰۵   | سونی پیکچرز ریلیزینگ | محصول مشترک با سونی، کلمبیا پیکچرز و امبلین انترتینمنت                                                                 |
| هشت درجه زیر صفر               | ۱۷ فوریه ۲۰۰۶   | بوئنا ویستا پیکچرز   | محصول مشترک با دیزنی؛ با همکاری مندویل فیلمز و شرکت کندی/مارشال                                                        |
| زنده بمان                      | ۲۴ مارس ۲۰۰۶    | بوئنا ویستا پیکچرز   | محصول مشترک با هالیوود پیکچرز                                                                                          |
| آن را بچسبان                   | ۲۸ آوریل ۲۰۰۶   | بوئنا ویستا پیکچرز   | محصول مشترک با دیزنی با همکاری با گری باربر و راجر برنبام                                                              |
| مراقب                          | ۳۰ مارس ۲۰۰۷    | بوئنا ویستا پیکچرز   | محصول مشترک با دیزنی با همکاری با گری باربر و راجر برنبام                                                              |
| نامرئی (فیلم)                  | ۲۷ آوریل ۲۰۰۷   | بوئنا ویستا پیکچرز   | محصول مشترک با دیزنی با همکاری با گری باربر و راجر برنبام                                                              |
| ایوان قادر مطلق                | ۲۲ ژوئن ۲۰۰۷    | یونیورسال پیکچرز     | محصول مشترک با دیزنی با همکاری با گری باربر، راجر برنبام، رلتیویتی مدیا و اوریجینال فیلم                               |
| آندرداگ                        | ۳ اوت ۲۰۰۷      | بوئنا ویستا پیکچرز   | محصول مشترک با دیزنی با همکاری با گری باربر، راجر برنبام و کلاسیک مدیا                                                 |
| توپ‌های خشم                     | ۲۹ اوت ۲۰۰۷     | روگ پیکچرز           | همکاری با گری باربر و راجر برنبام                                                                                      |
| ۲۷ دست لباس                    | ۱۸ ژانویه ۲۰۰۸  | فاکس قرن بیستم       | همکاری با گری باربر و راجر برنبام                                                                                      |
| به خانهٔ روزکو جنکینز خوش آمدید | ۸ فوریه ۲۰۰۸    | یونیورسال پیکچرز     | همکاری با ماری پارنت و اسکات استیوبر                                                                                   |
| ویرانه‌ها                       | ۴ آوریل ۲۰۰۸    | پارامونت پیکچرز      | برچسب پارامونت پیکچرز، محصول مشترک با دریم ورکس پیکچرز                                                                 |
| اتفاق                          | ۱۳ ژوئن ۲۰۰۸    | فاکس قرن بیستم       | محصول مشترک با دان انترتینمنت، یوتی‌وی موشن پیکچرز و بلیندینگ ادج پیکچرز                                                |
| استاد عشق                      | ۲۰ ژوئن ۲۰۰۸    | پارامونت پیکچرز      | محصول مشترک با مایک مایرز و مایکل دلوکا                                                                                |
| تحت تعقیب                      | ۲۷ ژوئن ۲۰۰۸    | یونیورسال پیکچرز     | محصول مشترک با رلتیویتی مدیا، مارک پلت و تاپ کاو پروداکشنز                                                             |
| شهر متروکه                     | ۱۹ سپتامبر ۲۰۰۸ | پارامونت پیکچرز      | برچسب پارامونت به عنوان دریم ورکس منتشر شده                                                                            |
| فلش نبوغ                       | ۳ اکتبر ۲۰۰۸    | یونیورسال پیکچرز     | همکاری با گری باربر، راجر برنبام و استریک انترتینمنت                                                                   |
| چهار کریسمس                    | ۲۶ نوامبر ۲۰۰۸  | برادران وارنر پیکچرز | برچسب وارنر، منتشر شده به عنوان نیولاین سینما؛ محصول مشترک با همکاری با گری باربر، راجر برنبام، وینس وان و تایپ اِی وان |
| پیشتازان فضا                   | ۸ مه ۲۰۰۹       | پارامونت پیکچرز      | محصول مشترک با بد ربات پروداکشنز                                                                                       |
| جی.آی. جو: ظهور کبرا           | ۷ اوت ۲۰۰۹      | پارامونت پیکچرز      | محصول مشترک با هسبرو                                                                                                   |
| شکست‌ناپذیر                     | ۱۱ دسامبر ۲۰۰۹  | برادران وارنر پیکچرز | محصول مشترک با مالپاسو پروداکشنز                                                                                       |

### دهه ۲۰۱۰
| عنوان           | تاریخ انتشار   | توزیع کننده      | توضیحات |
| --------------- | -------------- | ---------------- | --- |
| سال کبیسه       | ۸ ژانویه ۲۰۱۰  | یونیورسال پیکچرز | همکاری با گری باربر، راجر برنبام و کریس بندر                                                                            |
| بیارش گریک      | ۴ ژوئن ۲۰۱۰    | یونیورسال پیکچرز | محصول مشترک با آپاتو پروداکشنز و رلتیویتی مدیا                                                                          |
| شام برای احمق‌ها | ۳۰ ژوئیه ۲۰۱۰  | پارامونت پیکچرز  | برچسب پارامونت، منتشر شده به عنوان دریم‌ورکس؛ محصول مشترک با تولیدات پارکس/مک دونالد، ریلاینس انترتینمنت و اِوری‌من پیکچرز |
| توریست          | ۱۰ دسامبر ۲۰۱۰ | سونی پیکچرز      | برچسب سونی، منتشر شده به عنوان کلمبیا پیکچرز؛ محصول مشترک با تولیدات باربر/برنبام، جی کی فیلمز، استودیوکانال            |
| معضل            | ۱۴ ژانویه ۲۰۱۱ | یونیورسال پیکچرز | محصول مشترک با ایمیجین اینترتیمنت                                                                                       |
| بدون تعهد       | ۲۱ ژانویه ۲۰۱۱ | پارامونت پیکچرز  | برچسب پارامونت به عنوان دی‌دبلیو استودیوز؛ محصول مشترک با کلد اسپرینگ پیکچرز                                             |
| آزاد            | ۱۴ اکتبر ۲۰۱۱  | پارامونت پیکچرز  | محصول مشترک با ام‌تی‌وی فیلمز، تولیدات زادان/مرون                                                                         |
| عهد             | ۱۰ فوریه ۲۰۱۲  | سونی پیکچرز      | برچسب سونی پیکچرز؛ همکاری با گری باربر و راجر برنبام                                                                    |

### دههٔ ۲۰۲۰
| عنوان          | تاریخ انتشار   | توزیع کننده                                              | توضیحات                          |
| -------------- | -------------- | -------------------------------------------------------- | -------------------------------- |
| جیغ            | ۱۴ ژانویه ۲۰۲۲ | پارامونت پیکچرز، گروه رسانه ای اسپای‌گلس (برخی فروشگاه‌ها) | محصول مشترک با پارامونت پیکچرز   |
| برپاخیزان جهنم | ۲۰۲۲           | هولو                                                     | محصول مشترک با فانتوم فور پیکچرز |